# Jacques Colin
Ne doit pas être confondu avec Jean-Jacques Colin.
Jacques Colin, né à Auxerre sans doute entre 1485 et 1495, mort en 1547, est un diplomate, humaniste et poète français.

## Biographie
On ignore tout de sa jeunesse. On sait qu'il était d'Auxerre parce que Germain de Brie, dans une de ses lettres, l'appelle son « ami et compatriote ». Son nom apparaît pour la première fois le 4 août 1521 : il est alors secrétaire d'Odet de Foix, gouverneur de Milan depuis 1516. Ce dernier, parti de Dijon, où se trouvait la cour, le 12 juillet, était arrivé à Milan le 29. Le 4 août, il envoya Jacques Colin en mission auprès de la Seigneurie de Venise, alliée de la France. Les Français perdirent Milan à la fin novembre 1521 et furent chassés d'Italie après la bataille de la Bicoque le 27 avril 1522. Odet de Foix partit ensuite rejoindre François Ier à Lyon, et Jacques Colin dut le suivre.
Au début de 1525, il est probable qu'il accompagna le duc d'Albany dans son expédition à Rome (atteinte le 13 février), puis vers Naples. En tout cas il fut envoyé par le duc à Lyon auprès de la régente Louise de Savoie. François Ier fut fait prisonnier à Pavie le 24 février.
Après le retour du roi en France (mars 1526), Jacques Colin fait partie du personnel nouveau dont il s'entoure : il devient valet de chambre ordinaire. Au mois de juin suivant, il fut envoyé en mission diplomatique à Chambéry, auprès du duc Charles II de Savoie, oncle du roi. Il y resta tout le mois de juillet. Après son retour à la cour de France, il fut nommé secrétaire de la Chambre à la fin septembre. Au mois d'octobre, il partit pour une nouvelle mission auprès d'une diète des cantons suisses réunie à Baden. Ayant ensuite rejoint la cour à Marcoussis, il la suivit dans ses déplacements jusqu'en septembre 1527.
Fin septembre 1527, la cour se trouvant à Compiègne, il fut envoyé par le roi en Italie. Il rejoignit d'abord l'armée d'Odet de Foix près de Pavie et assista à la prise de cette ville. Ensuite il se rendit à Gênes, puis à Savone, alors aux mains des Français, et dont il poussa les travaux de fortification. C'est alors qu'Andrea Doria rompit avec la France, et dans ses lettres il met en cause l'action de Jacques Colin, le traitant de « coquin escervellé ». En août 1528, Colin quitta Savone et rejoignit l'armée du comte de Saint-Pol à Asti. Savone fut perdue par les Français le 21 octobre, et ils furent chassés de la Ligurie dans les jours suivants. Après ces événements peu favorables, Jacques Colin regagna la cour de France.
À la fin de l'année 1530, il fut nommé abbé de Saint-Ambroix (ou Saint-Ambroise) à Bourges. Il y ajouta peu après l'abbaye d'Issoudun, puis celle d'Olivet. Dans un document de 1534, il est qualifié d'aumônier ordinaire du roi. Également lecteur du roi, il est très souvent aux côtés du souverain, et les témoins contemporains s'accordent à dire que son crédit est considérable.
Les activités diplomatiques de Jacques Colin reprirent en 1533 quand il fut chargé de missions auprès du duc Charles de Gueldre, allié de la France. Pour la première, il partit de Montargis le 26 avril 1533 et était de retour à la cour le 26 octobre. Pour la seconde, il partit de Fontainebleau le 22 août 1534 et la mission aboutit à un traité secret conclu avec le duc de Gueldre le 14 octobre. Revenu en France, Il fut ensuite chargé au début de 1535 de faire livrer au duc les sommes d'argent qui étaient prévues par le traité : 30 000 livres de pension annuelle pour 1535, 20 000 livres comme don gratuit, et 54 000 livres pour la solde annuelle de cent lances. En mars 1536, Colin reprit le chemin de la Gueldre pour une quatrième mission.
Fin 1536, Jacques Colin subit une disgrâce, peut-être du fait de son esprit réputé caustique, et fut remplacé comme lecteur ordinaire du roi par Pierre Duchâtel. Il revint ensuite à la cour, et fut apparemment pardonné, car le 27 août 1537 le roi lui confirmait un don fait quatre ans auparavant. Mais il ne retrouva pas ses anciennes fonctions. Ses dernières années sont obscures : on sait juste qu'il mourut en 1547.

## Activité littéraire
Jacques Colin fut un membre du milieu humaniste français de son époque, proche notamment de Guillaume Budé, de Germain de Brie, des frères Guillaume et Jean du Bellay. Il était ami intime de Clément Marot. Sachant le latin, le grec et l'italien, ses talents de poète et ses qualités d'orateur étaient unanimement admirés par ses contemporains.
Il est notamment connu comme premier traducteur en français du Livre du courtisan de Baldassare Castiglione (traduction publiée en 1537). Il a également traduit du latin, en décasyllabes français, un fragment des Métamorphoses d'Ovide (Le procès d'Ajax et d'Ulixes pour les armes d'Achilles, exactement la fin du livre XII, v. 612 à 628, et la première moitié du livre XIII, v. 1 à 386). De sa poésie, on conserve en outre : quatre épigrammes latines publiées en 1536 dans le recueil des œuvres de son ami Benedetto Tagliacarne (ou Theocrenus), et quelques poèmes français, dont un de 203 décasyllabes, intitulé Epistre à une Dame par I. C., publié dans l'Adolescence clémentine de Clément Marot.
En 1527, il s'occupa à la demande du roi de l'édition des traductions françaises qu'avait faites Claude de Seyssel de plusieurs historiens antiques : grecs (Thucydide, Xénophon, Diodore de Sicile, Appien, Plutarque, Eusèbe de Césarée, que l'évêque de Marseille avait traduits à partir d'une version latine de Constantin Lascaris) et latin (Justin).
On conserve aussi cinquante-quatre lettres de Jacques Colin (dont vingt-neuf adressées au duc de Montmorency).
Plusieurs textes sont reproduits en appendices à la fin de la biographie de V.-L. Bourrilly.